# Air Cairo
Air Cairo (arabisk: إير كايرو) er et egyptisk lavprisflyselskab med hovedsæde i Kairo. Selskabet opererer både planlagte og charterflyvninger til destinationer i Europa, Mellemøsten og Nordafrika, med særligt fokus på at forbinde turister og udenlandske arbejdstagere med Egypten. Air Cairo er et datterselskab af EgyptAir.

## Historie
Air Cairo blev grundlagt i 2003 som et charterflyselskab med fokus på turister fra Europa. Selskabet blev etableret som et joint venture mellem EgyptAir og en gruppe egyptiske og saudiske investorer.
I 2012 begyndte Air Cairo at operere ruteflyvninger til destinationer i Mellemøsten og Europa og udviklede sig derefter til et lavprisselskab. Siden har selskabet udvidet sit netværk og flåde som en del af EgyptAirs strategi for at styrke sin position i det regionale marked.

## Ejerforhold
Air Cairo er majoritetsejet af EgyptAir Holding Company, som ejes af den egyptiske stat. Private investorer ejer resten af aktierne.

## Hovedkontor
Selskabets hovedkontor ligger i Kairo, og dets primære operationelle hub er Cairo International Airport. Derudover har Air Cairo vigtige basefunktioner i Hurghada, Sharm El Sheikh og Alexandria (Borg El Arab).

## Destinationer
Air Cairo flyver til over 40 destinationer i Europa, Mellemøsten og Afrika. Nogle af de vigtigste destinationer omfatter:
- Tyskland: München, Frankfurt, Düsseldorf
- Italien: Milano, Rom
- Saudi-Arabien: Riyadh, Jeddah, Dammam
- Kuwait
- Qatar
- Libanon
- Jordan
- De Forenede Arabiske Emirater
- Tyrkiet

Selskabet tilbyder også indenrigsflyvninger til bl.a. Kairo, Alexandria, Luxor, Aswan og Marsa Alam.

## Flåde
Pr. juli 2025 består Air Cairos flåde af følgende fly:
| Flytype               | Antal i drift |
| --------------------- | ------------- |
| Airbus A320-200       | 7             |
| Airbus A320neo        | 10            |
| Embraer E190 (leaset) | 2             |

## Tjenester
Air Cairo markedsfører sig som et hybridflyselskab, der kombinerer lavprisbilletter med enkelte full-service elementer:[kilde mangler]
- Bagage: Håndbagage er inkluderet; indchecket bagage afhænger af billetklasse.
- Forplejning: Mad og drikke kan købes ombord.
- Loyalitetsprogram: Deltager i EgyptAirs loyalitetsprogram EgyptAir Plus.

## Sikkerhed
Air Cairo har et solidt sikkerhedsry og har ikke haft alvorlige hændelser med tab af menneskeliv pr. 2025. Selskabet følger både EASA og den egyptiske luftfartsmyndigheds sikkerhedsstandarder og er IOSA-certificeret.[kilde mangler]